# سانت كيليان
سانت كيليان (بالألمانية: Kilian)‏ هو قسيس ألماني، ولد في 640 في Mullagh, County Cavan ‏ في جمهورية أيرلندا، وتوفي في 689 في فورتسبورغ في ألمانيا.

## وصلات خارجية
- سانت كيليان على موقع الموسوعة البريطانية (الإنجليزية)